# Flygsoldat 113 Bom
Flygsoldat 113 Bom, svensk tecknad humorserie om en malaj i flygvapnet, skapad av Torsten Bjarre 1941. Serien debuterade i flottiljtidningen Flygpost, flyttades sedan till Teknikens Värld och hamnade även i serietidningen 91:an då tidningen startade 1956.
Bom, vars förnamn i första strippen i Flygpost nr 1/42 uppges vara Carolus och sedan aldrig nämns, har en påfallande svart kalufs, som Bjarre hämtade från en trollfigur han tecknat tidigare. Som namnet antyder utmärkte sig Bom genom att vara flottiljens sämste skytt. Vid ett tillfälle, då soldaterna insett att det gällde att verka skjuta illa för att undvika svårare tjänstgöring, var Bom den ende som träffade måltavlan: "Jag försökte också skjuta bredvid, men jag missade". Därför tillbringade han den mesta tiden med att sopa och städa, utan någon större entusiasm.
Förutom Bom har serien bara en huvudfigur; Översten (vid namn Knarr) – en liten, rundnätt (onekligen lik Lilla Fridolf) flintskallig herre med stora, vita valrossmustascher.
Bjarres sista avsnitt publicerades i Teknikens Värld nummer 26 1971, då Bom muckade från flottiljen.
Efter att Bjarre lämnat serien har nya avsnitt gjorts för 91:an-tidningen av bland andra Gunnar Persson (enbart som författare), Lasse Persson, Bertil Wilhelmsson och Anders Persson.
Flygsoldat 113 Bom har ingenting att göra med Nils Poppes karaktär Fabian Bom.